# جزء (تقسيمات)
| الجزء الصغير | الجزء المتوسط | الجزء الكبير |

الجزء المتوسط

الجزء (بالكازاخية: Жүз)، هي واحدة من التقسيمات التقليدية الرئيسية الثلاثة الإقليمية عند الشعب الكازاخي والتي تغطي معظم كازاخستان الحالية.